# Jimmy Buffett
James William Buffett (n. 25 decembrie 1946, Pascagoula⁠(d), Mississippi, SUA – d. 1 septembrie 2023, Sag Harbor⁠(d), Suffolk, New York, SUA) a fost un cântăreț, compozitor, cantautor, autor, actor, scriitor și om de afaceri american, cunoscut pentru promovarea unui stil de viață boem.